# Bernhard Bendix
Bernhard Bendix (ur. 29 maja 1863 w Großmühlingen, zm. 1943 w Kairze) – niemiecki lekarz pediatra, tajny raca sanitarny, profesor nadzwyczajny pediatrii, autor wielokrotnie wznawianego (osiem wydań od 1905 do 1923 roku) i tłumaczonego na inne języki (włoski, hiszpański, rosyjski) podręcznika pediatrii, współzałożyciel pierwszej szkoły leśnej (1904).
Syn Siegmunda Bendixa i Therese Simon. Uczęszczał do gimnazjum w Magdeburgu od 1874 do 1883. Studiował medycynę na Uniwersytecie w Berlinie, Uniwersytecie w Lipsku i Uniwersytecie we Fryburgu Bryzgowijskim, tytuł doktora medycyny otrzymał w 1888. Specjalizował się w pediatrii. W 1901 został Privatdozentem, w 1907 profesorem nadzwyczajnym. W 1904 roku razem z Hermannem Neufertem założył Szkołę Leśną dla Chorowitych Dzieci (niem. Waldschule für kränkliche Kinder) w Charlottenburgu. Po dojściu nazistów do władzy utracił tytuł profesora, emigrował do Egiptu, gdzie zmarł w 1943 roku.
Dwukrotnie żonaty, z Minką Katz pochodzącą z Bernburga i z Helene Valerie Ehrenhaus, córką lekarza Salomona Ehrenhausa. Miał dwie córki, Edith (1902) i Alice (1903).

## Prace
- Saeuglingsernährung. Berlin, 1900
- Lehrbuch der Kinderheilkunde f. Ärzte u. Studierende. Berlin, Wien: Urban & Schwarzenberg, 1923